# Leptataspis maheensis
Leptataspis maheensis är en insektsart som beskrevs av Victor Lallemand 1922. Leptataspis maheensis ingår i släktet Leptataspis och familjen spottstritar. Inga underarter finns listade i Catalogue of Life.